# Distretto di Chinaz
Il distretto di Chinaz (usbeco Chinoz) è uno dei 15 distretti della Regione di Tashkent, in Uzbekistan. Il capoluogo è Chinaz.